# Ibandronska kiselina
Ibandronska kiselina (INN) ili natrijum ibandronat (USAN), koja se prodaje pod trgovačkim imenima Boniva, Alvodronic, Bondronat i Bonviva, je potentan bisfosfonatski lek koji se koristi u prevenciji i tretmanu osteoporoze.
On se isto tako može koristiti u tretmanu hiperkalcemije (povišenog nivoa kalcijuma u krvi). Ovaj lek proizvode i prodaju GlaksoSmitKlajn i Roche Laboratories. Globalna prodaja 2008. godine je bila 1.1B CHF ($1.0B američkih dolara po 01/01/2009 kursu).

## Indikacije
Ibandronat je jedan od tretmana za prevenciju osteoporoze kod post-menopauznih žena. Muškarci ne trebaju da koriste ibandronat. Jedan od retkih izuzetaka je kad oni učestvuju u kliničkim ispitivanjima. U maju 2003, FDA je odobrila upotrebu ibandronata kao dnevni, 2.50 mg doze, tretman za post-menopauznu osteoporozu. Ovo odobrenje je bazirano na trogodišnjem, slučajnim, dvostruko-slepom, placebom-kontrolisanom ispitivanju 2,946 žena obolelih od post-menopauzne osteoporoze. Participantima je davan placebo ili oralna ibandronat doza (2.50 mg), ili naizmenično (20 mg svaki drugi dan u 12 doza na početku svakog tromesečnog intervala). Svaki participant je još dobijao dnevne oralne doze od 500 mg kalcijuma i 400 IUs vitamina D. Na kraju studije ustanovljeno je da su obe doze značajno smanjile rizik pojave novih kičmenih fraktura, za 50-52%, u poređenju sa efektom placebo leka.

## Osobine
| Osobina                  | Vrednost |
| ------------------------ | -------- |
| Broj akceptora vodonika  | 8        |
| Broj donora vodonika     | 5        |
| Broj rotacionih veza     | 9        |
| Particioni koeficijent ( | 0,7      |
| Rastvorljivost (logS, log(mol/L))       | 0,9      |
| Polarna površina (PSA, Å2)  | 158,2    |

## Spoljašnje veze
- Boniva osteoporozni tretman (GlaksoSmitKlajn i Roche Laboratories)
- Boniva nuzpojave